# Greitist Iz
Greitist Iz è il primo album in studio del cantautore italiano Francesco Gabbani, pubblicato il 27 maggio 2014 dalla DIY Italia.

## Tracce
Testi e musiche di Francesco Gabbani, eccetto dove indicato.
1. Clandestino – 3:30
2. Come l'aria – 3:43
3. I dischi non si suonano – 3:37
4. Un sole – 3:46
5. Per tornare liberi – 3:18
6. Immenso – 3:20
7. Sto dicendo ciao – 4:58
8. Tarantola – 3:00
9. Isabel – 2:58 (testo: Luca Danesi)
10. Le piccole cose – 3:11
11. Per una volta – 3:39 (musica: Francesco Gabbani, Leonardo Rosi)

## Musicisti
- Francesco Gabbani – voce, chitarra elettrica e acustica, batteria (tracce 4, 5, 9 e 11), basso (traccia 10)
- Filippo Gabbani – batteria (tracce 1, 3, 4, 7 e 8)
- Sergio Gabbani – batteria (traccia 2)
- Giacomo Spagnoli – basso
- Lorenzo Bertelloni – pianoforte, Rhodes, Hammond, sintetizzatore, arrangiamento strumenti ad arco e fiati
- Francesco Petacco – chitarra (tracce 6 e 7)
- Matteo Rovinalti – violino (tracce 2, 4, 5, 6, 7 e 11)
- Elena Tonelli – violino (tracce 2, 4, 5, 6, 7 e 11)
- Marta Rovinalti – viola (tracce 2, 4, 5, 6, 7 e 11)
- Federico Cipriano – violoncello (tracce 2, 4, 5, 6, 7 e 11)
- Andrea Guzzoletti – tromba (tracce 2, 3 e 8)
- Alessandro Rizzarti – sassofono tenore (tracce 2, 3 e 8)
- Marcello Angeli – trombone (tracce 2, 3 e 8)
- Claudio Ingletti – sassofono baritono (tracce 2, 3 e 8)

## Classifiche
| Classifica (2017) | Posizione massima |
| ----------------- | ----------------- |
| Italia            | 59                |